# Carrascalejo (kommun i Spanien, Provincia de Badajoz)
Carrascalejo är en kommun i Spanien.   Den ligger i provinsen Provincia de Badajoz och regionen Extremadura, i den centrala delen av landet, 270 km sydväst om huvudstaden Madrid.